# Oryctanthus florulentus
Oryctanthus florulentus là một loài thực vật có hoa trong họ Loranthaceae. Loài này được (Rich.) Tiegh. mô tả khoa học đầu tiên năm 1896.